# ورزشگاه ستسوتو
ورزشگاه ستسوتو (به انگلیسی: Setsoto Stadium) یک ورزشگاه چند منظوره در شهر ماسرو است که بیشتر برای مسابقات فوتبال استفاده می‌شود. این ورزشگاه از سال ۲۰۱۰ تا ۲۰۱۱ درحال مرمت و بازسازی بود.